# Caddington
Caddington – wieś i civil parish w Anglii, w hrabstwie ceremonialnym Bedfordshire, w dystrykcie (unitary authority) Central Bedfordshire. Leży 31 km na południe od centrum miasta Bedford i 46 km na północny zachód od centrum Londynu. W 2011 roku civil parish liczyła 3 703 mieszkańców. Caddington jest wspomniana w Domesday Book (1086) jako Cadendone.